# Eike Lehmann
Eike Lehmann (Wrocław, 19 de maio de 1940) é um engenheiro naval alemão.
Foi presidente da Verein Deutscher Ingenieure (VDI), de janeiro de 2004 a maio de 2007. Seu objetivo declarado como presidente da VDI foi o incremento do trabalho conjunto com os países vizinhos da Europa Oriental. Foi professor e pesquisador desde 1979 na Universidade de Hanôver e desde 1983 na Universidade Técnica Hamburg-Harburg. Está aposentado.